# Mpanda
Mpanda est une ville à l'Ouest de la Tanzanie.
La ville est la capitale de la région de Katavi; elle compte environ 102 000 habitants en 2012. La nouvelle région, qui formait le district Mpanda jusqu'en 2012 et comptait 412 700 habitants en 2002, a été créée par subdivision de la Région de Rukwa. Elle comporte les districts Mpanda town, Mpanda district, Nsimbo et Mlele.
La ville compte un terrain d'atterrissage et est reliée au réseau ferroviaire national, marquant le terminus d'une ligne secondaire venue de Tabora. Mpanda est un passage quasi obligé pour les rares touristes visitant le parc national de Katavi dont l'entrée principale est situé à 40 km au sud.